# Johann Friedländer
Johann Friedländer, né le 5 novembre 1882 à Berne et mort le 20 janvier 1945 entre Auschwitz et Pszczyna, est une personnalité militaire autrichienne.

## Biographie
Le père de Johann Friedländer, Hugo Friedländer, professeur de lycée, vient d'une famille juive de Silésie et s'est converti au catholicisme ; sa mère, Wilhemine, est d'origine viennoise et catholique. Après des études secondaires, il entre, à Vienne, dans une école de cadets (Infanterie-Kadettenschule) puis, de 1906 à 1909, à l'École de guerre (Kriegschule). En 1913, il est affecté en tant que capitaine à l'état-major. La même année, il épouse Margarethe Abel, née juive et fille d'un riche commerçant de Budapest, convertie au christianisme en 1900 et de dix ans son aînée. Pendant la Première Guerre mondiale, il participe à la campagne de Serbie (1915), notamment à quatre des douze batailles de l'Isonzo, où il est grièvement blessé). En 1924 il est promu colonel. En 1925, il se voit confier le commandement d'un régiment dans l'infanterie autrichienne. Il est ensuite affecté au ministère de la guerre, au service de l'inspection, où il termine sa carrière en 1937 avec le grade de général de division (Feldmarschalleutnant).
Après l'Anschluss, Friedländer est « réputé juif » (Geltungsjude) parce qu'il a deux grands parents juifs et qu'il est marié à une Juive,. Il demande en vain en 1938 à être exempté de ce statut. En 1942, Friedländer et son épouse doivent quitter leur appartement et emménager dans une « maison juive » (Judenhaus). Le 30 mars 1943, les biens de Friedländer sont confisqués et il est déporté au camp de concentration de Theresienstadt, où il est rejoint le 24 juin 1943 par son épouse. Celle-ci meurt le 21 mai 1944. Le 12 octobre 1944, Friedländer est déporté à Auschwitz. Lors de l'évacuation devant l'avance des troupes soviétiques, Friedländer, épuisé, est abattu par l'Oberscharführer Bruno Schlage (de).
Le 15 octobre 2008, le ministre de la Défense autrichien Norbert Darabos a inauguré une plaque commémorative sur la façade de la maison qu'avaient habitée à Vienne les époux Friedländer jusqu'en 1942.